# Fructosa-1,6-bisfosfato
La fructosa-1,6-bisfosfato es una molécula de fructosa fosforilada en los carbonos 1 y 6. La forma β-D de este compuesto es muy común en las células. La gran mayoría de las moléculas de glucosa y fructosa que entran en la célula son rápidamente convertidas a sus respectivas formas fosforiladas, glucosa-6-fosfato y fructosa-6-fosfato, con el fin de impedir que puedan atravesar la membrana plasmática y difundir al medio extracelular, algo muy difícil al poseer un grupo cargado como es el fosfato en su estructura. En el caso de la fructosa-6-fosfato, será fosforilada posteriormente para dar lugar a la fructosa-1,6-bisfosfato y seguir la ruta glicolítica.

## Papel en la glucólisis
La fructosa-1,6-bisfosfato es un intermediario de la glucólisis. Es producida por la fosforilación de la fructosa-6-fosfato y posteriormente es clivada en dos compuestos, gliceraldehido 3-fosfato y dihidroxiacetona fosfato. Además, actúa como un activador alostérico de la piruvato quinasa. La posición de los carbonos en la estructura de la fructosa-1,6-bisfosfato son indicativos de cuál será el destino de estos átomos de carbono en el metabolismo energético.

## Isómeros
La fructosa-6-fosfato tiene solo un isómero biológicamente activo, la forma β-D. El resto de isómeros, si bien existen, no pueden participar en ningún proceso biológico.